# Omar
Omar (también escrito Ómar o Umar; en árabe: عمر ʿUmar) es un nombre propio masculino de origen árabe. Significa en árabe «el de larga vida». Se celebra su onomástica el día 15 de noviembre.
Omar es un nombre común en las poblaciones de habla árabe y musulmana en general. Está representado en las tradiciones islámicas, significando «floreciente» o «de larga vida». El nombre se remonta al surgimiento y éxito militar del Islam, que se debió en parte al segundo califa Umar ibn al-Khattab (también escrito Omar, 634–644 d. C.).
También había una figura bíblica con el nombre de Omer (hebreo: אוֹמָר) en la Biblia hebrea, que significa «elocuente» u «orador talentoso». Otro nombre hebreo similar es Omer (hebreo: עומר), derivado de «gavilla» o «paquete de grano».
Como nombre propio, Omar se ha hecho común en diferentes regiones de habla hispana.

## Personas con este nombre
- Omar Moreno, maestro, músico, productor, diseñador y danzante mexicano.
- Mohammed Omar, líder de los talibán de Afganistán.
- Omar Abdulrahman, futbolista emiratí.
- Sergio Omar Almirón, exfutbolista argentino.
- Gabriel Omar Batistuta, exfutbolista argentino.
- Omar Nelson Bradley, militar estadounidense.
- Omar Bravo, futbolista mexicano.
- Orestes Omar Corbatta, futbolista argentino.
- Omar Fayad, político mexicano.
- Omar Jayyam, astrónomo, matemático y poeta persa.

- Omar Lares, político venezolano.

- Omar Osama bin Laden, uno de los hijos de Osama bin Laden.
- Omar Prieto, político venezolano.
- Don Omar, cantante y actor puertorriqueño
- Omar Rodríguez-López, un multinstrumentista compositor, la primera guitarra y productor del grupo de rock progresivo y psicodélico The Mars Volta.
- Omar Sampedro, futbolista español.
- Omar Sharif, actor egipcio.
- Omar Sívori, futbolista argentino.
- Omar Fierro, actor, director, productor y conductor mexicano
- Omar Mascarell, futbolista ecuatoguineano.
- Omar Torrijos, exoficial del ejército panameño.
- Omar Vizquel, beisbolista venezolano.
- Omar Germenos, actor y presentador mexicano
- Umar ibn al-Jattab, el sucesor de Mahoma y segundo de los califas bien guiados.
- Farouk Omar (serie de TV), una serie de historia de la TV MBC1.
- Omar Chaparro, humorista y actor mexicano, además de  cantante, compositor, productor, conferencista y presentador de radio y televisión mexicano.
- Omar Fraile, ciclista español.
- Omar Acosta, músico, compositor y arreglista venezolano-español.

- Datos: Q4475314
- Multimedia: Omar (given name) / Q4475314